# Rio Dulce (Guatemala)
Pour les articles homonymes, voir Rio Dulce.
Le río Dulce est un fleuve du Guatemala. Sa longueur n'excède pas 43 km, mais c'est l'émissaire du plus grand lac du Guatemala, le lac Izabal.
Sa source est située à l'extrémité Est du lac Izabal, au niveau du Castillo de San Felipe. Après avoir traversé le lac Golfete Dulce, il rejoint la mer des Caraïbes au niveau de la ville de Livingston.